# Brad Rowe

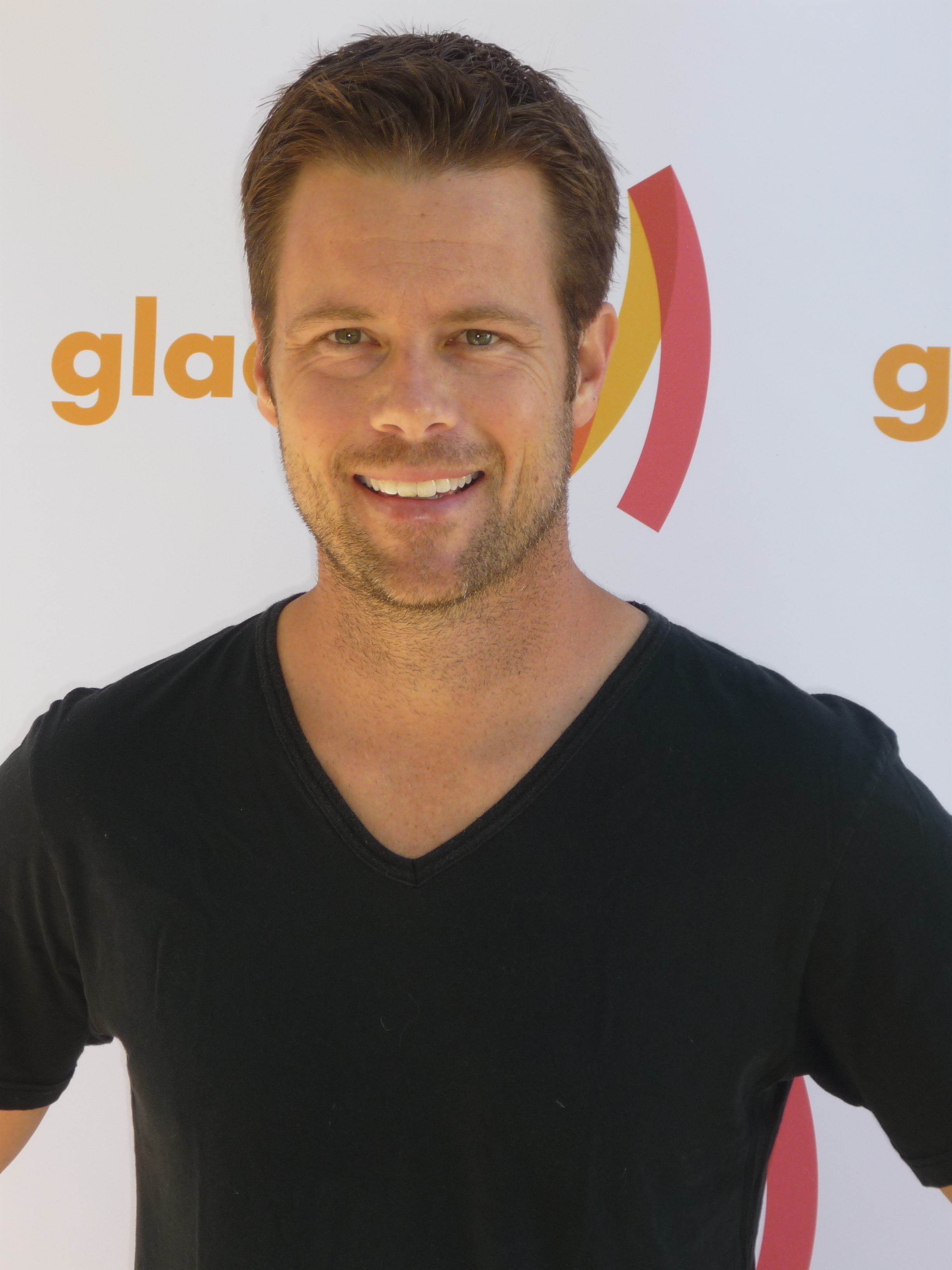
Brad Rowe

Bradley "Brad" Thomas Rowe (* 15. Mai 1970 in Wauwatosa, Wisconsin) ist ein US-amerikanischer Schauspieler und Aktivist.

## Leben und Karriere
Brad Rowe wurde in Wauwatosa, im US-Bundesstaat Wisconsin geboren, wo er auch aufwuchs. 1993 erhielt er von der University of Wisconsin–Madison einen Abschluss in Wirtschaft und beteiligte sich zunächst als Finanzverwalter an politischen Kampagnen in Washington, D.C., bevor er später nach Los Angeles zog, um eine Schauspielkarriere zu starten.
Als Schauspieler ist er seit 1996 aktiv und spielte in Serien wie Wasteland, Missing – Verzweifelt gesucht und Leap of Faith wiederkehrende Rollen. Als Gastdarsteller trat er u. a. in CSI: Vegas, How I Met Your Mother, Criminal Minds und Ghost Whisperer – Stimmen aus dem Jenseits auf. 2007 war er als Shaun in dem Film Shelter zu sehen. Er ist auch immer wieder in Fernsehfilmen zu sehen und spielte ebenfalls wiederkehrende Rollen in General Hospital und Perception.
2013 erlangte Rowe eine Bachelorabschluss in Öffentlicher Politik von der UCLA Luskin School of Public Affairs. Darüber hinaus ist Rowe Präsident von BOTEC Analysis, einer politischen Beratungsfirma in Los Angeles.
Rowe ist verheiratet und hat einen Sohn.

## Filmografie (Auswahl)
- 1996: Invisible Temptation
- 1997: Pensacola – Flügel aus Stahl (Pensacola: Wings of Gold, Fernsehserie, 2 Episoden)
- 1998: Pacific Blue – Die Strandpolizei (Pacific Blue, Fernsehserie, Episode 3x15)
- 1998: NewsRadio (Fernsehserie, 4 Episoden)
- 1999: Wasteland (Fernsehserie, 13 Episoden)
- 1999: Im Labyrinth der Lüge (Stonebrook)
- 2000: Christina’s House
- 2000: The '70s
- 2001: Der Pechvogel (According to Spencer)
- 2002: Leap of Faith (Fernsehserie, 6 Episoden)
- 2003: Getting Hal
- 2003–2006: Missing – Verzweifelt gesucht (Missing, Fernsehserie, 5 Episoden)
- 2004: Shut Up and Kiss Me!
- 2005: CSI: Vegas (Fernsehserie, Episode 5x14)
- 2005: The Closer (Fernsehserie, Episode 1x02)
- 2006: CSI: Miami (Fernsehserie, Episode 4x18)
- 2006: Criminal Minds (Fernsehserie, Episode 2x03)
- 2007: Ghost Whisperer – Stimmen aus dem Jenseits (Ghost Whisperer, Fernsehserie, Episode 2x12)
- 2007: Shelter
- 2007: How I Met Your Mother (Fernsehserie, Episode 3x04)
- 2007: Das Vermächtnis des geheimen Buches (National Treasure: Book of Secrets)
- 2008: IQ-148 (Fernsehserie, 10 Episoden)
- 2008: The Mentalist (Fernsehserie, Episode 1x07)
- 2010: General Hospital (Fernsehserie, 11 Episoden)
- 2011: Carnal Innocence (Fernsehfilm)
- 2013: The Contractor
- 2013: All I Want for Christmas
- 2013–2014: Perception (Fernsehserie, 6 Episoden)
- 2018: Gods of Medicine (Fernsehserie, Episode 1x02)